# Jean Baptiste Henri Joseph Desmazières
Pour les articles homonymes, voir Desmazières.
Jean Baptiste Henri Joseph Desmazières, né le 10 juillet 1786 à Lille et mort le 23 juin 1862 à Lambersart, est un médecin et botaniste français.

## Biographie
Jean Baptiste Henri Joseph Desmazières a été membre des sociétés savantes suivantes : 
- Académie des sciences, lettres et arts d'Arras
- Société botanique de France
- Société des sciences, de l'agriculture et des arts de Lille
- Société linnéenne de Paris
- Société royale d'agriculture et de botanique de Gand

## Œuvres
- Agrostographie des départemens du nord de la France, ou Analyse et description de toutes les graminées qui croissent naturellement ou que l'on cultive généralement dans ces départemens, Lille, Vanackere, 1812, IX-179 p.
- Catalogue des plantes omises dans la botanographie belgique et dans les flores du Nord de la France Éd. Leleux, 1823, 107 p.
- Plantes cryptogames de France, par II, 1825-1836[1]
- Notice sur les plantes cryptogames récemment découvertes en France
- Histoire naturelle. Botanique. Notice sur seize espèces du genre septoria... Note sur le Sphaeria Buxie. Nouvelle notice sur quelques plantes cryptogames, Éd. de L. Danel, 1843, 59 p.
- Onzième notice sur quelques plantes cryptogames récemment découvertes en France, et qui vont paraître en nature dans la collection publiée par l'auteur, Éd. Bourgogne et Martinet, 1845
- Vingt-troisième notice sur les plantes cryptogames récemment découvertes en France, Éd. de L. Martinet, 1856, 10 p.